# سكوت أندرسون (متسابق يخت)
سكوت أندرسون (بالإنجليزية: Scott Anderson)‏ هو متسابق يخت أسترالي، ولد في 31 مارس 1954.

## وصلات خارجية
- سكوت أندرسون على موقع الاتحاد الدولي للملاحة الشراعية (موقع جديد) (الإنجليزية)
- سكوت أندرسون على موقع الاتحاد الدولي للملاحة الشراعية (موقع قديم) (الإنجليزية)
- سكوت أندرسون على موقع اللجنة الأولمبية الدولية (الإنجليزية)
- سكوت أندرسون على موقع أوليمبيديا (الإنجليزية)